# Projeção de Gall-Peters
A projeção de Gall-Peters, conhecida também como projeção de Peters, é um tipo de projeção cartográfica cilíndrica e equivalente. As retas perpendiculares aos paralelos e as linhas meridianas têm intervalos menores, o que resulta numa reprodução fiel das áreas dos continentes à custa de uma maior deformação do formato deles. Esta projeção foi originalmente proposta por James Gall em 1885, mas foi largamente ignorada e retomada apenas em 1973 pelo historiador alemão Arno Peters. Sua criação suscitou debates acalorados entre os cartógrafos, devido às implicações políticas de suas características.
A projeção de Gall-Peters é dita "terceiro-mundista", por dar um realce maior às nações que historicamente compõem a parte mais pobre do mundo. Arno Peters batizou a projeção de "mapa para um mundo mais solidário". Embora conserve a mesma distorção em longitude, os países situados em altas latitudes são relegados a um segundo plano, ao contrário da projeção de Mercator. A maior diferença da projeção de Gall-Peters para a representação de Mercator é o achatamento do continente europeu e alongamento do continente africano.

## A projeção
As  inúmeras especializações da projeção de área igualmente cilíndrica têm diferenças somente na relação do vertical à linha central horizontal. Esta relação determina a posição paralela padrão da projeção, que não é a paralela em nenhuma distorção ao longo das distâncias que combinam a escala indicada. O padrão das paralelas da Projeção de Gall-Peters  é 45°N e 45°S.

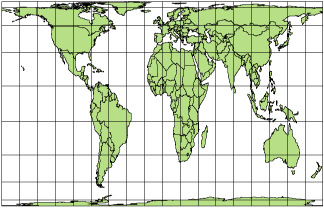
A projeção de Peters

Outras especializações denominadas áreas cilíndricas  são: cilíndrica de Lambert (padrão paralelo no equador), Cilíndrica de Behrmann (30° N/S), Craster (37°04' N/S), Trystran Edwards (37°24' N/S), Hobo-Dyer (37°30'), e Balthasart (50° N/S). A versão de Lambert fornece toda a fundação para a exploração do fato que a área de superfície de uma esfera e a área do cilindro são iguais.
A projeção cilíndrica, que é como se um cilindro de papel fosse colocado em volta de um globo e sobre o papel refletissem as coordenadas, procura representar mais fielmente as áreas dos oceanos e continentes. A projeção de Peters é mais cilíndrica e equivalente. Essa representação significou muito para a autoestima dos países subdesenvolvidos, que ganharam mais destaque. Porém, para conseguir a equivalência, foi preciso sacrificar as formas. África e América do Sul estão estranhamente alongadas nos mapas feitos nessa projeção. A projeção de Peters acompanha uma visão mais exata do mundo atual no que se refere às superfícies dos continentes e países.